# 20524 Bustersikes
20524 Bustersikes là một tiểu hành tinh vành đai chính. Nó được đặt theo tên nhà thiên văn học nghiệp dư Leon R. "Buster" Sikes, III (b. 1959).